# Kaio Felipe Gonçalves
Kaio Felipe Gonçalves (sinh ngày 6 tháng 7 năm 1987) là một cầu thủ bóng đá người Brasil.

## Sự nghiệp câu lạc bộ
Kaio Felipe Gonçalves đã từng chơi cho Cerezo Osaka và Yokohama FC.